# 和宁 (地名)
和宁为朝鲜王朝开国之君太祖李成桂诞生之地，位于今朝鲜民主主义人民共和国咸镜南道金野郡（旧称永兴郡）。

## 历史沿革
本高句丽之地。高丽光宗六（955）年，始筑城堡。高丽成宗十五（995）年，改为和州。高丽高宗四十五（1258）年，蒙古蒙哥汗于其地置双城总管府。高丽恭愍王四（1356）年收复，置和州牧；十八（1369）年，升为和宁府。

## 备选国号
李成桂即位后，曾经有意将自己的诞生之地作为新王朝的国号，遣艺文馆学士韩尚质至明朝礼部，奏曰：“陪臣赵琳回自京师，钦赍到礼部咨，钦奉圣旨节：‘该高丽果能顺天道合人心，以绥东夷之民，不生边衅，则使命往来，实彼国之福也。文书到日，国更何号，星驰来报。钦此。’窃念小邦王氏之裔瑶，昏迷不道，自底于亡，一国臣民推戴臣权监国事。惊惶战栗，措躬无地间，钦蒙圣慈许臣权知国事，仍问国号，臣与国人感喜尤切。臣窃思惟，有国立号，诚非小臣所敢擅便。谨将“朝鲜”、“和宁”等号闻达天聪，伏望取自圣裁。”礼部则以明太祖旨意答复：“东夷之号，惟朝鲜之称美，且其来远，可以本其名而祖之。体天牧民，永昌后嗣。”